# Alexandr Guerlits
Alexandr Guerlits (31 de julio de 1989) es un deportista kazajo que compite en biatlón adaptado. Ganó una medalla de bronce en los Juegos Paralímpicos de Pekín 2022, en la prueba 10 km de pie.

## Palmarés internacional
| Juegos Paralímpicos | Juegos Paralímpicos | Juegos Paralímpicos | Juegos Paralímpicos |
| Año                 | Lugar               | Medalla             | Prueba              |
| ------------------- | ------------------- | ------------------- | ------------------- |
| 2022                | Pekín (China)       | Medalla de bronce   | 10 km de pie        |